# 国和新村
国和新村是中華人民共和國上海市楊浦區中原路和市光路交叉口東南的一個住宅區。該住宅規劃佔地面積44公頃。建築面積55萬平方米。1988年，國和新村開始建設。截至1992年，國和一村、國和二村已經建成。

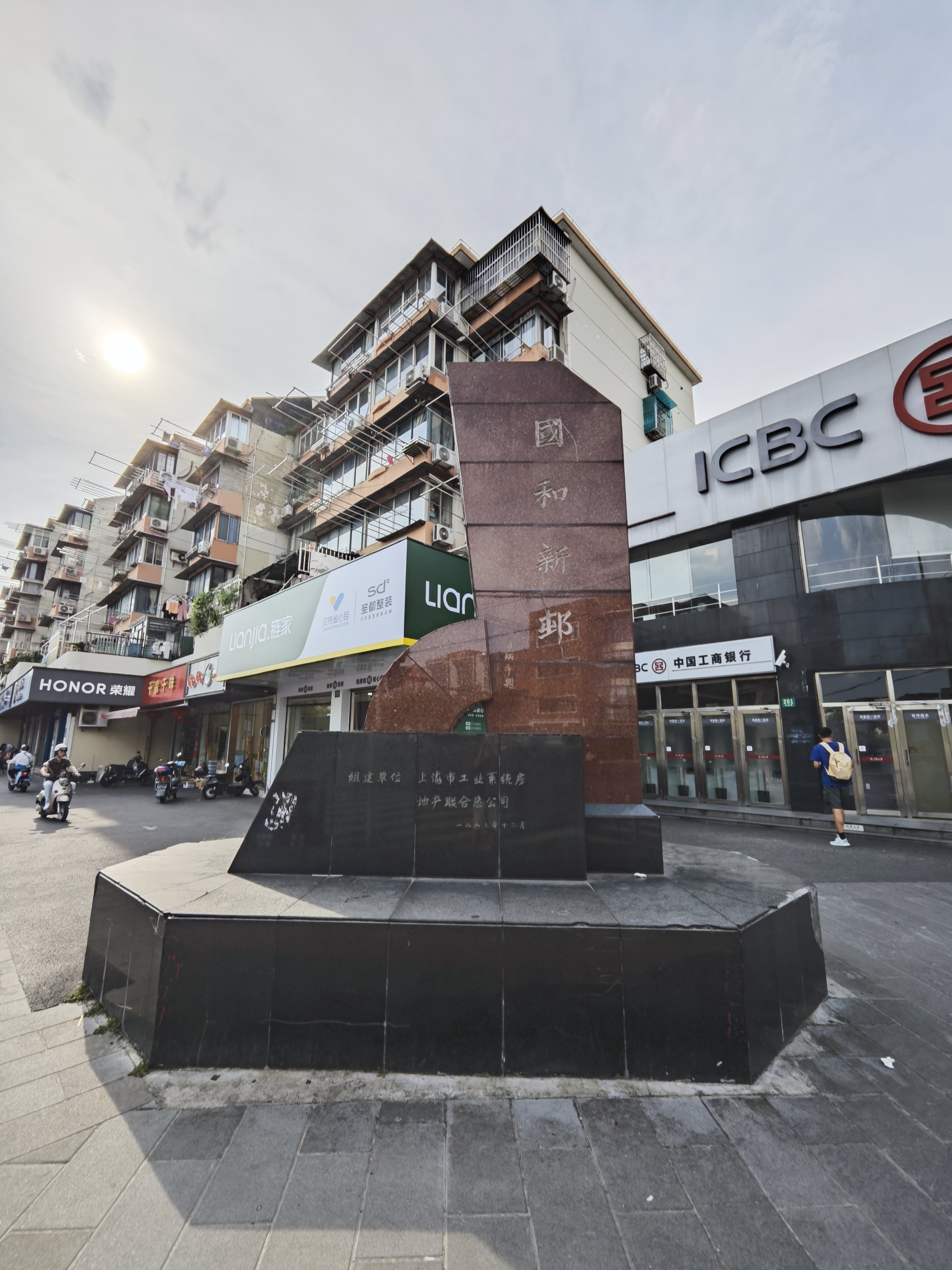
国和新村建成纪念